# Олимпасий
Олимпа́сий (Олимп, Олимпан) — один из апостолов от семидесяти. Упоминается единожды в Послании апостола Павла к Римлянам: «Приветствуйте … Олимпана, и всех с ними святых» (Рим. 16:15). Других упоминаний об Олимпасии в новозаветных текстах нет.

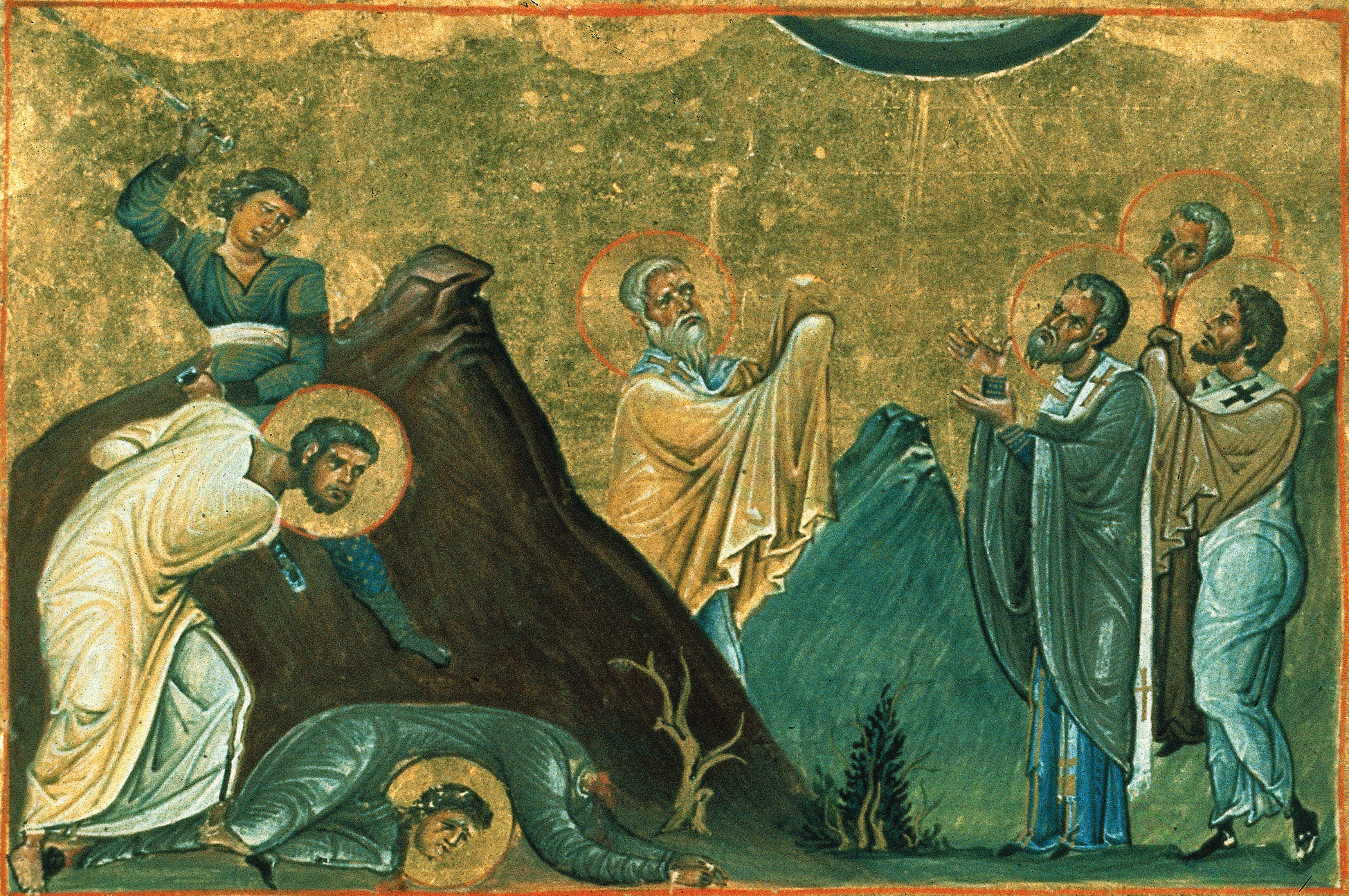
Ераст, Олимпасий, Родион, Сосипатр, Куарт (Кварт) и Тертий (Минологий Василия II)

Церковное предание считает, что Олимпасий принял мученическую кончину (об этом сообщается в греческих минеях и в четьях-минеях Димитрия Ростовского). Такие же сведения о нём приводятся и в церковной службе в день его памяти:
…да восхвалится божественный Олимп песнословьми и Иродион с ним да возвеличится благочестно, течение совершившее мучения, с Петром Богопроповедником в Риме, главами отсекаеми.
Сведений о том, что Олимпасий занимал где-либо епископскую кафедру нет. По преданию, усечён мечом в Риме при императоре Нероне.
Память апостола Олимпасия, почитаемого в лике священномучеников, совершается в православной церкви 23 ноября (10 ноября по старому стилю), а также 17 января (4 января по старому стилю) в день Собора Апостолов от семидесяти, память в католической церкви — 10 ноября.